# Hecató
Hecató, en llatí Hecaton, en grec antic Ἑκάτων, fou un filòsof estoic grec nascut a  Rodes. Va ser deixeble de Paneci i va estar connectat estretament als filòsofs estoics del seu temps. Tot el que se'n sap d'ell és a partir d'un passatge de Ciceró. Va escriure nombrosos i extensos llibres, però no s'han conservat. Sèneca menciona també aquest Hecató al seu llibre De Beneficiis.
Les seves obres, segons diu Diògenes Laerci, són:
- De Officiis (traducció llatina del títol segons Ciceró)
- Περὶ ἀγαθῶν, Sobre els dons, en nou llibres
- Περι ἀρετῶν, Sobre les virtuts.
- Περὶ παθῶν, Sobre les passions.
- Περὶ τελῶν, Sobre les finalitats.
- Περὶ παραδόξων, Sobre les paradoxes, en tretze llibres.
- Χρεῖαι, Màximes.[1]